# Ravenea xerophila
Espèce
Statut de conservation UICN

 VU B1ab(iii)+2ab(iii); D1 : Vulnérable
Ravenea xerophila est une espèce de plantes à fleurs de la famille des Arecaceae.

## Publication originale
- [Jumelle 1933] Henri Jumelle, « Nouveaux palmiers de Madagascar », Annales du Musée colonial de Marseille, vol. 1 (série 5), no 1,‎ 1933, p. 1-91 (voir 28–29) (lire en ligne [PDF] sur odyssee.univ-amu.fr).